# Giovanna d'Asburgo
Giovanna d'Asburgo (Madrid, 24 giugno 1535 – San Lorenzo de El Escorial, 7 settembre 1573) è stata un'infanta di Spagna e un'arciduchessa d'Austria.

## Biografia
Era la quarta figlia dell'imperatore Carlo V, e di sua moglie, Isabella del Portogallo. I suoi nonni paterni erano Filippo I di Castiglia e Giovanna di Castiglia, mentre i suoi nonni materni erano Manuele I del Portogallo e Maria di Trastámara, sorella di sua nonna paterna. Venne chiamata in onore della nonna paterna Giovanna di Castiglia. A otto anni parlava latino e sapeva suonare diversi strumenti musicali.
Per diversi anni Giovanna fu la reggente della Castiglia, dapprima in nome di suo padre Carlo V e poi di suo fratello Filippo II.
Come i fratelli, Giovanna aveva un carattere schivo, amava la solitudine e si mostrava molto fredda nei riguardi altrui.
Anche quando si trovava alla corte del fratello, benché fossero affezionati, prendevano i pasti, passeggiavano nei giardini e andavano a caccia separatamente.

### Matrimonio
L'11 gennaio 1552, sposò per procura a Toro, il principe ereditario del Portogallo Giovanni Manuele d'Aviz (1537 – 1554), figlio di Giovanni III del Portogallo e di Caterina d'Asburgo. Questo matrimonio, che era un mezzo di riavvicinamento con il Portogallo, fu anche una delle premesse che permisero a suo fratello Filippo II (Filippo I come re del Portogallo), di pretendere al trono portoghese; Filippo oltre che ereditare il trono dalla loro madre, aveva anche sposato la sorella di Giovanni Manuele, Maria Emanuela d'Aviz, questo matrimonio fu combinato assieme a quello tra Giovanna e Giovanni Manuele.
Il matrimonio durò appena un paio di anni a causa della morte prematura di Giovanni a causa della tubercolosi il 2 gennaio 1554. Tuttavia, il 20 gennaio 1554 a Lisbona, Giovanna diede alla luce un figlio, che sarebbe succeduto direttamente al nonno Giovanni III col nome di Sebastiano I del Portogallo.
Il 17 maggio 1554 tornò in Spagna, su richiesta del padre, e affidò il figlio appena nato alle cure della suocera, che era anche sua zia, la regina Caterina.

### Reggenza
Una volta in Spagna, e dopo una visita alla nonna Giovanna a Tordesillas, Giovanna assunse la reggenza del paese, a causa dell'assenza dell'imperatore e di suo fratello, che andò in Inghilterra per sposare Maria Tudor. Ricoprì questa carica fino al 1559, quando Filippo ritornò in Spagna.
Di carattere energico, Giovanna sapeva di essere circondata da persone di fiducia, molti dei quali di origine portoghese, che era arrivati in Castiglia al seguito di sua madre, l'imperatrice Isabella.
Giovanna non si risposò mai né tornò in Portogallo per vedere suo figlio.

### Morte
Nel 1555, sotto il nome di Mateo Sánchez, emise segretamente i voti degli scolastici secondo le costituzioni della Compagnia di Gesù, divenendo l'unica vera gesuitessa della storia.
Nel 1559 fondò il Monastero de las Descalzas Reales, alla cui progettazione prese parte anche la nipote di Papa Alessandro VI, Isabella Borgia (suor Francesca di Gesù), con l'intenzione di ritirarsi a vita monacale.  
Nel 1559 corse voce che nel convento ella fosse diventata amante del suo direttore spirituale Francesco Borgia, nipote di Isabella. 
Morì in convento nel 1573.

## Discendenza
Giovanna e Giovanni Manuele ebbero un figlio:
- Sebastiano (1554 - 1578).

## Ascendenza
|                        |                   |                          | Genitori                 |  |  | Nonni |  |  | Bisnonni                 |  |  | Trisnonni              |  |
|                        |                   |                          |                          |  |  |       |  |  | Massimiliano I d'Asburgo |  |  | Federico III d'Asburgo |  |
|                        |                   |                          |                          |  |  |       |  |  | Massimiliano I d'Asburgo |  |  | Federico III d'Asburgo |  |
|                        |                   | Eleonora d'Aviz          |                          |  |  |       |  |  | Massimiliano I d'Asburgo |  |  |                        |  |
| Filippo I d'Asburgo    |                   |                          |                          |  |  |       |  |  | Massimiliano I d'Asburgo |  |  |                        |  |
|                        |                   | Maria di Borgogna        | Carlo I di Borgogna      |  |  |       |  |  |                          |  |  |                        |  |
|                        |                   | Maria di Borgogna        | Carlo I di Borgogna      |  |  |       |  |  |                          |  |  |                        |  |
|                        |                   | Maria di Borgogna        | Isabella di Borbone      |  |  |       |  |  |                          |  |  |                        |  |
| Carlo V d'Asburgo      |                   | Maria di Borgogna        |                          |  |  |       |  |  |                          |  |  |                        |  |
|                        |                   | Ferdinando II di Aragona | Giovanni II d'Aragona    |  |  |       |  |  |                          |  |  |                        |  |
|                        |                   | Ferdinando II di Aragona | Giovanni II d'Aragona    |  |  |       |  |  |                          |  |  |                        |  |
|                        |                   | Ferdinando II di Aragona | Giovanna Enríquez        |  |  |       |  |  |                          |  |  |                        |  |
| Giovanna di Trastámara |                   | Ferdinando II di Aragona |                          |  |  |       |  |  |                          |  |  |                        |  |
|                        |                   | Isabella I di Castiglia  | Giovanni II di Castiglia |  |  |       |  |  |                          |  |  |                        |  |
|                        |                   | Isabella I di Castiglia  | Giovanni II di Castiglia |  |  |       |  |  |                          |  |  |                        |  |
|                        |                   | Isabella I di Castiglia  | Isabella del Portogallo  |  |  |       |  |  |                          |  |  |                        |  |
| Giovanna d'Asburgo     |                   | Isabella I di Castiglia  |                          |  |  |       |  |  |                          |  |  |                        |  |
|                        | Ferdinando d'Aviz | Edoardo del Portogallo   |                          |  |  |       |  |  |                          |  |  |                        |  |
|                        | Ferdinando d'Aviz | Edoardo del Portogallo   |                          |  |  |       |  |  |                          |  |  |                        |  |
|                        | Ferdinando d'Aviz | Eleonora d'Aragona       |                          |  |  |       |  |  |                          |  |  |                        |  |
| Manuele I d'Aviz       | Ferdinando d'Aviz |                          |                          |  |  |       |  |  |                          |  |  |                        |  |
|                        |                   | Beatrice d'Aviz          | Giovanni d'Aviz          |  |  |       |  |  |                          |  |  |                        |  |
|                        |                   | Beatrice d'Aviz          | Giovanni d'Aviz          |  |  |       |  |  |                          |  |  |                        |  |
|                        |                   | Beatrice d'Aviz          | Isabella di Braganza     |  |  |       |  |  |                          |  |  |                        |  |
| Isabella d'Aviz        |                   | Beatrice d'Aviz          |                          |  |  |       |  |  |                          |  |  |                        |  |
|                        |                   | Ferdinando II di Aragona | Giovanni II d'Aragona    |  |  |       |  |  |                          |  |  |                        |  |
|                        |                   | Ferdinando II di Aragona | Giovanni II d'Aragona    |  |  |       |  |  |                          |  |  |                        |  |
|                        |                   | Ferdinando II di Aragona | Giovanna Enríquez        |  |  |       |  |  |                          |  |  |                        |  |
| Maria di Trastámara    |                   | Ferdinando II di Aragona |                          |  |  |       |  |  |                          |  |  |                        |  |
|                        |                   | Isabella I di Castiglia  | Giovanni II di Castiglia |  |  |       |  |  |                          |  |  |                        |  |
|                        |                   | Isabella I di Castiglia  | Giovanni II di Castiglia |  |  |       |  |  |                          |  |  |                        |  |
|                        |                   | Isabella I di Castiglia  | Isabella del Portogallo  |  |  |       |  |  |                          |  |  |                        |  |
|                        |                   | Isabella I di Castiglia  |                          |  |  |       |  |  |                          |  |  |                        |  |